# Rio Mansinho
O rio Mansinho é um curso de água do estado  de Santa Catarina, no Brasil.